# 15 (album)
15 je šesté studiové album české rockové skupiny Divokej Bill. Vydáno bylo 12. dubna 2013. Název alba odkazuje na 15. výročí založení kapely. Album je spojováno s láskou, pitím alkoholu a drogami. V návaznosti na vydání studiového alba vyrazila kapela na stejnojmenné výroční turné, které proběhlo od 11. května do 29. června téhož roku.

## Seznam skladeb
| Pořadí         | Název          | Hudba            | Text             | Délka |
| -------------- | -------------- | ---------------- | ---------------- | ----- |
| 1.             | Vstávej        | Bláha, Béreš     | Bláha            | 3:33  |
| 2.             | Koně           | Bláha            | Bláha            | 2:55  |
| 3.             | Dolsin         | Bláha            | Bláha            | 3:28  |
| 4.             | Půjdem dál     | Procházka        | Procházka        | 4:13  |
| 5.             | Jediná         | Bláha            | Bláha            | 2:52  |
| 6.             | Všema deseti   | Procházka        | Procházka        | 3:09  |
| 7.             | Mašina         | Bláha, Karbulka  | Bláha            | 4:49  |
| 8.             | Zamilovaná     | Bláha, Procházka | Bláha, Procházka | 3:13  |
| 9.             | Tíseň          | Bláha, Karbulka  | Bláha,Karbulka   | 3:53  |
| 10.            | Harmonika      | Bláha            | Bláha            | 3:29  |
| 11.            | Pekelník       | Bláha            | Bláha            | 3:13  |
| Celková délka: | Celková délka: | Celková délka:   | Celková délka:   | 38:47 |